# کوهان بزرگ

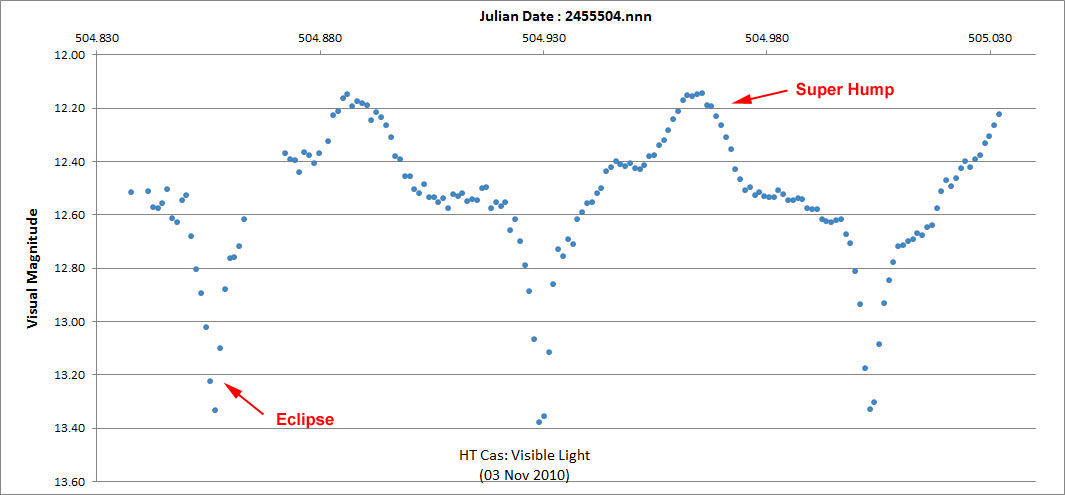
منحنی نوری نواختر کوتولهٔ گرفت‌دار اچ‌تی ذات‌الکرسی در زمان ابرانفجار، نشان‌دهندهٔ گرفت‌ها و کوهان‌های بزرگ از نوع اس‌یو خرس بزرگ

در ستاره‌شناسی، کوهان بزرگ (انگلیسی: Superhump) به تغییرات دوره‌ای درخشش در یک سامانهٔ ستاره متغیر انفجاری گفته می‌شود که دوره آن تنها چند درصد با تناوب مداری سامانه تفاوت دارد.

## مشاهده اولیه
کوهان‌های بزرگ نخستین بار در ستاره‌های اس‌یو خرس بزرگ (SU UMa) مشاهده شدند که زیرگروهی از نواخترهای کوتوله هستند. این پدیده در زمانی رخ می‌دهد که سامانهٔ دوتایی دچار اَبَرانفجار (Superoutburst) می‌شود. ابرانفجارها افزایش درخششی غیرمعمول هستند که به دلیل افزایش نرخ انباشت ماده (برافزایش) ایجاد می‌شوند.

## دوره اضافی
دوره کوهان بزرگ می‌تواند کمی بیشتر یا کمتر از دوره مداری باشد که به ترتیب به آن‌ها کوهان بزرگ مثبت یا کوهان بزرگ منفی می‌گویند. دوره اضافی تفاوت بین دوره کوهان بزرگ و دوره مداری است که به‌صورت نسبتی از دوره مداری بیان می‌شود.

## منشأ فیزیکی
قرص برافزایشی تحت تأثیر نیروی کشندی ستارهٔ دهنده به حالت بیضوی کشیده می‌شود. این قرص بیضوی در طول زمانی بسیار طولانی‌تر از دوره مداری، به‌صورت پیش‌رونده به دور کوتوله سفید (ستارهٔ گیرنده) می‌چرخد. این زمان طولانی‌تر، دوره ضربانی نامیده می‌شود و باعث تغییر جزئی در جهت‌گیری قرص در هر مدار می‌شود.
کوهان‌های بزرگ در ستاره‌های متغیر انفجاری نتیجه اتلاف گران‌روی ناشی از تغییرات دوره‌ای قرص هستند. این تغییرات به دلیل وجود تشدید ۳:۱ بین دوره‌های مداری قرص برافزایشی انباشت و ستارهٔ دهنده رخ می‌دهند. پیش‌رَوی معکوس قرص باعث ایجاد کوهان‌های بزرگی منفی می‌شود که دوره آن‌ها اندکی کمتر از دوره مداری است.
کوهان‌های بزرگ می‌توانند در سامانه‌های نواختر کوتوله‌ای رخ دهند که در آن‌ها جرم ستارهٔ دهنده (ستاره‌ای که جرم از دست می‌دهد) حداکثر ۳۴ درصد جرم ستارهٔ گیرنده (ستاره‌ای که جرم دریافت می‌کند) باشد.
دامنه این تغییرات درخشش می‌تواند تا ۰٫۶ قدر باشد.